# مگس‌گیرهای نوک‌پهن
مگس‌گیرهای نوک‌پهن (نام علمی: Myiagra) نام یک سرده از خانواده مگس‌گیر شهریار است.